# Église Notre-Dame-de-la-Nativité de Malay
Pour les articles homonymes, voir Église Notre-Dame-de-la-Nativité.
L'église Notre-Dame-de-la-Nativité est une église romane située sur le territoire de la commune de Malay dans le département français de Saône-et-Loire en région Bourgogne-Franche-Comté.

## Historique
L'église de Malay, citée dès 1095 (ecclesia de Maleto), était un doyenné de l'abbaye de Cluny.
L'église a été construite en trois temps :
- la partie orientale à la fin du XIe siècle (chevet et transept)
- la partie occidentale au XIIe siècle (nefs)
- la partie haute du clocher à une époque plus récente

Elle fait l'objet d'un classement au titre des monuments historiques depuis le 16 juin 1931.

## Architecture
L'église de Malay possède un beau chevet roman constitué d'une abside semi-circulaire ornée de petites arcatures, flanquée de deux absidioles et prolongée par une sacristie carrée.
La croisée du transept est surmontée d'un puissant clocher roman présentant deux registres très contrastés, ornés respectivement de baies cintrées solitaires et de baies cintrées géminées séparées par une colonne.
Les bras du transept et la travée de chœur sont mis en valeur par leurs pignons surhaussés.

## Culte
Édifice consacré du diocèse d'Autun relevant de la paroisse Saint-Augustin en Nord-Clunisois (siège à Ameugny) – qui en est affectataire au titre de la loi de 1905 –, l'église de Malay est, plusieurs siècles après sa construction, un lieu de culte catholique.